# Przemysław Kania
Przemysław Piotr Kania (ur. 23 maja 1983 w Libiążu) – polski aktor teatralny, dr hab. sztuk teatralnych. Adiunkt i profesor nadzwyczajny Wydziału Aktorskiego we Wrocławiu Akademii Sztuk Teatralnych im. Stanisława Wyspiańskiego w Krakowie i Filii we Wrocławiu, dziekan Wydziału Teatru Tańca w Bytomiu Akademii Sztuk Teatralnych im. Stanisława Wyspiańskiego w Krakowie. 

## Życiorys
W 2008 ukończył studia aktorskie w Państwowej Wyższej Szkole Teatralnej im. Ludwika Solskiego w Krakowie (filia zamiejscowa wrocławskiej PWST). 12 marca 2012 uzyskał doktorat dzięki pracy Praca nad rolą Waclawa w spektaklu, „Pornografia” W. Gombrowicza w reżyserii Jacka Bunscha w Teatrze Zagłębie w Sosnowcu, a 28 kwietnia 2017 habilitował się na podstawie oceny dorobku naukowego i pracy zatytułowanej Edukacja teatralna dzieci i młodzieży. Pełni funkcję adiunkta i profesora nadzwyczajnego na Wydziale Aktorskim we Wrocławiu Akademii Sztuk Teatralnych im. Stanisława Wyspiańskiego w Krakowie i Filii we Wrocławiu. Został uhonorowany z wieloma wyróżnieniami i nagrodami w tym Olkuską Nagrodą Artystyczną.
W 2023 został odznaczony Brązowym Krzyżem Zasługi.
W 2024 został wybrany dziekanem Wydziału Teatru Tańca w Bytomiu Akademii Sztuk Teatralnych im. Stanisława Wyspiańskiego w Krakowie. 

## Filmografia
- 2006: Fala zbrodni[6]
- 2007: I kto tu rządzi? jako piłkarz[6]
- 2014: Korzeniec jako Franz, celnik austriacki; Izaak Meyerhold, artysta urodzony w Jaworznie[6]
- 2014: Kabaret śmierci[6]
- 2018: Człowiek, który zatrzymał Rosję jako Józef Stanslicki[6]